# STRATIS
STRATIS ist eine Software aus dem Hause RIB Software, die im Straßen- und Tiefbauwesen angewendet wird.
Das System dient der Planung, dem Entwurf, der Bauvorbereitung und der Bauabrechnung von Verkehrswegen im klassifizierten (Autobahn, Bundesstraße …) und im kommunalen Straßenbau.
Das Programmsystem besteht aus verschiedenen Teilen. Hierzu gehören ein Digitales Geländemodell (DGM), das Konstruktionsmodul, eine Zeichnungsbearbeitung, ein Modul zur Mengenermittlung und eine Datenbank. Auch die Erstellung digitaler Planungsordner, eines Deckenbuches und die Visualisierung von Planungen ist möglich.
Wichtiger Bestandteil des Programmsystems sind Schnittstellen zum Datenim- und -export. Hier wurde auch das OKSTRA-Format integriert, sodass ein möglichst verlustloser Datenaustausch mit anderen Straßenplanungsprogrammen (VESTRA, CARD/1, GEOgraph) möglich ist. Für den Kanalbau wurde das ISYBAU-Austauschformat integriert.
Auch die Übernahme von Daten aus der Automatisierten Liegenschaftskarte (ALK) und dem Automatisierten Liegenschaftsbuch (ALB) ist vorgesehen. Damit ist die Erstellung von Grunderwerbsplänen möglich.
STRATIS wird an verschiedenen Hochschulen als Schulungssoftware verwendet.